# Formica incisa
Formica incisa é uma espécie de formiga do gênero Formica, pertencente à subfamília Formicinae.